# Bluejacking

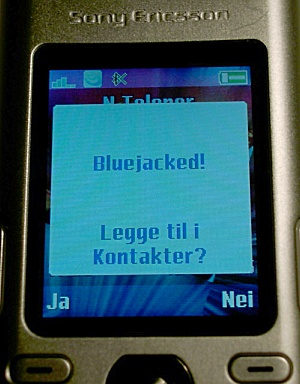

Con bluejacking (fusione delle parole bluetooth e hijacking) si intende l'invio di messaggi (che poi sono solo "Biglietti da Visita") nel raggio d'azione del Bluetooth (da 10 a 100 metri). I biglietti da visita sono in formato vCard (estensione .vcf).

## Bluejacking da telefono a telefono
Per inviare messaggi da telefono a telefono, basta creare nella rubrica una nuova scheda e inviarla tramite bluetooth a un altro telefono. I messaggi inviati non costano nulla.

## Bluejacking da PC a telefono
Di solito per creare un file vCard con un PC, basta usare un programma di posta elettronica (oppure un editor di testo, conoscendo la sintassi vCard) per creare un contatto e salvarlo per poi inviarlo via Bluetooth a un telefono.